# Alfa-etiltriptamina
Alfa-etiltriptamina (chiamata anche α-Ethyltryptamine, αET e AET), noto anche come Etriptamine o Monase, è un farmaco psichedelico, stimolante e entactogenico della classe triptamina. È stato originariamente sviluppato e commercializzato come antidepressivo sotto il marchio Monase dalla Upjohn negli anni 60. La formula molecolare è C12H16N2.
Originariamente si credesse che esercitasse i suoi effetti prevalentemente attraverso l'inibizione della monoaminossidasi; l'alfa-etiltriptamina fu sviluppata durante gli anni sessanta come antidepressivo dalla società chimica Upjohn negli Stati Uniti sotto il nome commerciale di Monase, ma fu ritirato dall'uso commerciale a causa dell'incidenza di agranulocitosi idiosincratica.
Ha acquisito una discreta diffusione come droga ricreativa negli anni '80. Successivamente, negli Stati Uniti è stato aggiunto all'elenco delle sostanze illegali nel 1993.